# Randy Boone
Randy Boone (* 17. Januar 1942 in Fayetteville, North Carolina) ist ein US-amerikanischer Schauspieler.

## Leben
Boone begann seine Karriere 1962 mit einer der Serienhauptrollen in der Dramedy Unruhige Jahre, die jedoch nach 19 Folgen aufgrund zu niedriger Einschaltquoten eingestellt wurde. Nach einigen Gastauftritten in verschiedenen Fernsehserien erhielt er 1964 die Rolle des Randy Benton in der Westernserie Die Leute von der Shiloh Ranch, durch die er Bekanntheit beim Fernsehpublikum erlangte. 1967 bis 1968 spielte er Francis Wilde in der kurzlebigen Westernserie Der Marshall von Cimarron mit Stuart Whitman in der Titelrolle.
1966 hatte Boone sein Spielfilmdebüt mit der Hauptrolle im Musikfilm Country Boy von Regisseur Joseph Kane. Ab Mitte der 1970er Jahre wurden seine Engagements seltener; seine bislang letzte Rolle spielte er im Buddy-Film Die Top Cops mit Beau Bridges und Bubba Smith in den Hauptrollen.

## Filmografie (Auswahl)

### Film
- 1969: Gefährlicher Auftrag (Backtrack!)
- 1973: Männer wie die Tiger (Terminal Island)
- 1975: Dr. Minx
- 1987: Die Top Cops (The Wild Pair)

### Fernsehen
- 1962–1963: Unruhige Jahre (It's a man's world)
- 1963: Alfred Hitchcock präsentiert (Alfred Hitchcock Presents)
- 1963: Unglaubliche Geschichten (Amazing Stories)
- 1964: Auf der Flucht (The Fugitive)
- 1964–1966: Die Leute von der Shiloh Ranch (The Virginian)
- 1966: Bonanza
- 1967–1968: Der Marshall von Cimarron (Cimarron Strip)
- 1973: Notruf California (Emergency!)
- 1975: Kung Fu
- 1975: Rauchende Colts (Gunsmoke)
- 1985: Ein Engel auf Erden (Highway to Heaven)